# المان القديم (بزكش)
المان القدیم (بالفارسية: آل‌مان قدیم) هي منطقة سكنية تقع في إيران في قسم بزكش الریفي. يقدر عدد سكانها بـ 289 نسمة .